# Cantón de Neufchâtel-sur-Aisne
El cantón de Neufchâtel-sur-Aisne era una división administrativa francesa, que estaba situada en el departamento de Aisne y la región de Picardía.

## Composición
El cantón estaba formado por veintiocho comunas:
- Aguilcourt
- Amifontaine
- Berry-au-Bac
- Bertricourt
- Bouffignereux
- Chaudardes
- Concevreux
- Condé-sur-Suippe
- Évergnicourt
- Gernicourt
- Guignicourt
- Guyencourt
- Juvincourt-et-Damary
- Lor
- Maizy
- La Malmaison
- La Ville-aux-Bois-lès-Pontavert
- Menneville
- Meurival
- Muscourt
- Neufchâtel-sur-Aisne
- Orainville
- Pignicourt
- Pontavert
- Prouvais
- Proviseux-et-Plesnoy
- Roucy
- Variscourt

## Supresión del cantón de Neufchâtel-sur-Aisne
En aplicación del Decreto n.º 2014-202, de 21 de febrero de 2014, el cantón de Neufchâtel-sur-Aisne fue suprimido el 22 de marzo de 2015 y sus 28 comunas pasaron a formar parte del nuevo cantón de Guignicourt.